# باول إيلج
باول إيلج Paul Ilg (ولد في زالينشتاين في مارس 1875- مات في رومانسهورن في يونيو 1957) هو كاتب روائي سويسري، عاش فترة من حياته في برلين.

## حياته
ولد باول إيلج في مدينة زالينشتاين. وقد حاول أن يتعلم بعض الحرف ولكنه فشل فيها. وبدأ الكتابة في سن الثلاثين. وبنصيحة من لودفيج بينسفانجر أصبح محررا في صحيفة برلينر فوخه Berliner Woche (برلين الأسبوعية). وعاش حتى عام 1914 في برلين، حيث عمل كاتباً حراً ومحرراً في العديد من المجلات. وفي فترة إقامته في برلين كان يشجع الأديبة أناماريا فون ناتوسيوس Annemarie von Nathusius. وقد توفي باول إيلج في عام 1957 في رومانسهورن.

## أعماله
1. اندفاع الحياة (رواية 1906)
2. الأخوان مور (رواية 1912)
3. ماتياس الإنسان الصغير (رواية 1913)
4. القائد (مسرحية 1919)
5. بروبوس (رواية 1922)

## روابط خارجية
- باول إيلج على موقع مونزينجر (الألمانية)